# Neuraminidasa
La neuraminidasa (NA) es una enzima presente en la envoltura de la cápside del virus de la gripe, junto con la hemaglutinina.

## Estructura
La NA es un tetrámero con forma como de "champiñón" proyectado. Su cabeza consiste en 4 subunidades coplanares y esféricas y una región hidrofóbica (está dentro del interior de la membrana del virus). Está formado por una única cadena polipeptídica que está orientada en la dirección opuesta a la del antígeno HA. La composición del polipéptido es una cadena simple de seis aminoácidos conservados polares seguidos por aminoácidos hidrofílicos variables.

## Funciones
Su principal función es la de romper la unión molecular entre la hemaglutinina y el ácido siálico
Esto se realiza por tres razones principales:
- La unión HA-ácido siálico permite al virus entrar en otra célula diana. Los nuevos viriones, producidos dentro de la célula, al salir se quedan ligados a ella a nivel del ácido siálico. Gracias a que la NA rompe la unión molecular, estos viriones pueden despegarse de la célula y replicarse dentro de otras.
- Los viriones liberados quedan recubiertos de ácido siálico. La NA ayuda a sacar este ácido de la superficie del virión, para impedir que se agreguen entre ellos.
- El moco del aparato respiratorio es rico en ácido siálico, lo que hace que las moléculas de HA (y por ende el virus) queden pegadas a él. La acción de la NA rompe la unión y libera al virus.

Recientemente, un estudio realizado en 2016 ha revelado que la neuraminidasa (NA) no solo tiene un rol en la salida del virus, sino también en la entrada, ya que diferentes combinaciones de hemaglutinina (HA) y neuraminidasa pueden reducir la eficiencia de la entrada del virus de la gripe. Esto se demostró mediante el estudio de la eficacia de entrada de cuatro tipos de virus: uno que presentaba solamente hemaglutinina sin neruraminidasa (H3X-31), uno que presentaba hemaglutinina y neruraminidasa coincidentes, provenientes de la misma cepa (H3X-31/N2X-31) y dos que presentaban combinaciones de neuraminidasa y hemaglutinina no coincidentes: una con hemaglutinina de la bacteria X-31 y neuraminidasa de la cepa Japan (H3X-31/N2Japan) y otra con la hemaglutinina de la bacteria X-31 y la neuraminidasa de una cepa que causa gripe aviar (X-31/N2MS96). Cabe destacar que la neuraminidasa coincidente con la hemaglutinina (N2X-31) y la de la cepa Japan (N2Japan) son similares filogenéticamente en un 94.5%, mientras N2X-31 y la que proviene de un causante de gripe aviar (N2MS96) se parecen en un 90.5%. Esto es importante, ya que al estudiar la eficiencia de entrada, se observó que la que presentaba el par hemaglutinina-neuraminidasa coincidentes era la que mejor eficiencia de entrada presentaba, seguida por las bacterias con HA-NA no coincidentes pero NA más similar a la coincidente (la H3X-31/N2Japan), luego las no coincidentes pero con NA más diferente a la coincidente (X-31/N2MS96) y por último, las que no presentaban NA. Por tanto, pese a presentar la misma HA, la eficiencia de entrada es diferente según la NA, concluyendo que NA tiene un rol en la entrada viral además de en la salida.

## Neuraminidasa yGripe A H1N1
En la actualidad (mayo de 2009) los estudios de la OMS[cita requerida] en pacientes mexicanos con el nuevo virus H1N1 indican que el virus es sensible a los inhibidores de la neuraminidasa, pero es resistente a los antivirales amantadina y la rimantadina.

## Curiosidades
- La neuraminidasa es también un factor de virulencia en la bacteria Bacteroides fragilis.
- Los antigripales (zanamivir y oseltamivir) tienen como diana principal la NA, intentando inhibirla. Esto impediría la propagación de los viriones y su unión al mucus, engañando al virión.